# Jon Mårdalen
Jon Olsson Mårdalen (* 18. August 1895 in Tinn; † 5. Dezember 1977 in Tinn) war ein norwegischer Skilangläufer.
Mårdalen, der für den Tinn Skilag startete, wurde im Jahr 1923 norwegischer Meister über 30 km. Bei den Olympischen Winterspielen 1924 in Chamonix belegte er jeweils den vierten Platz über 18 km und 50 km. Im selben Jahr errang er beim Holmenkollen Skifestival den dritten Platz über 50 km. Sein Sohn Kjetil war als Nordischer Kombinierer aktiv.